# Podgrađe Podokićko
Podgrađe Podokićko – wieś w Chorwacji, w żupanii zagrzebskiej, w mieście Samobor. W 2011 roku liczyła 162 mieszkańców.